# Баккалінський Арсен Якимович
Арсен Якимович Баккалі́нський (псевдоніми і криптоніми: А. З., Арсень Б., З. А., Згода; нар. 25 січня 1880, Вороньків — пом. квітень 1921, Вороньків) — український поет, фольклорист, хормейстер.

## Життєпис
Народився 13 [25] січня 1880 року в селі Воронькові Київської губернії Російської імперії (нині Бориспільський район Київської області, Україна) в сім'ї сільського дяка. Співав у хорі Миколи Лисенка. У 1899 році з хором брав участь у концертній подорожі по Україні. 1900 року закінчив Київську духовну семінарію.

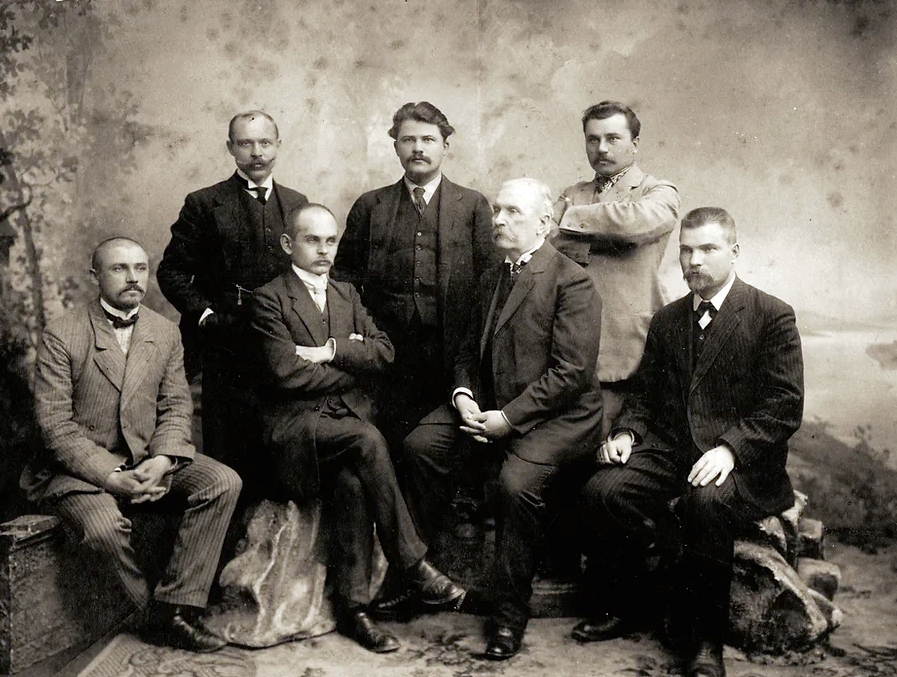
Українські діячі хорової справи, 1910-12 рр. Сидять: Арсен Бакалінський, Кирило Стеценко, Микола Лисенко, Яків Гулак-Артемовський; стоять: Олександр Кошиць, Олександр Коваленко, К. Гончар.

Упродовж 1901–1904 років працював вчителем початкового училища у селі Сеньківці Київської губернії. Протягом 1904–1906 років викладав спів в училищах Києва, зокрема Києво-Пріорському, а у 1906–1920 роках очолював його. Одночасно керував учнівськими хорами, хором робітників заводу Цепи Галя, хором Лук'янівського народного дому, з яким виконував переважно українські народні пісні. Підтримував стосунки з Миколою Лисенком, Кирилом Стеценком, Олександром Кошицем. Помер у Воронькові у квітні 1921 року.

## Діяльність
Збирав народні пісні. Його записи опрацьовували для хору Кирило Стеценко (зокрема колядки «Ой яка красна в лузі калина», «Василева мати», «З-під гір, з-під долин», «Ой за горою, за зеленою», «Ой дивнеє народження», «Що у пана Йвана», «Святі сиділи», «А у цього хазяїна на його дворі») й Олександр Кошиць.
1903 року видав збірку поезій «Молоді поривання» під криптонімом А.З. Уклав і коштом друкарні Юхима Фесенка видав у 1904 році в Одесі «Український співаник». У підзаголовку написано: 
| «Сто пісень з нотами. Улаштував Б. Арсень». |
Насправді у збірнику 103 пісні. Є в ньому пісні жартівливі, ліричні, зокрема: «Ой у полі три криниченьки», «Ой під вишнею, під черешнею», «Вийшли в поле косарі», «Не щебечи соловейку», «Їхав козак за Дунай» та інші. Завершує збірку колядка «Нова радість стала». Багато музично-етнографічного матеріалу залишилося в рукописах.
Автор статей з питань народної освіти.